# Alba (Escocia)

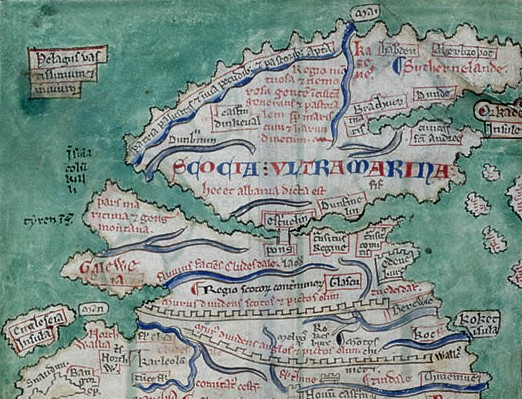
«SCOCIA:VLTRAMARINA (Escocia: más allá del mar)» detalle del mapa de Britannia realizada por Mateo de París, incluido en el Abbreviatio chronicorum (c. 1250). Mateo comenta que el territorio, que se percibe casi como una isla unida por el puente de Stirling, también se llama Albania. En su día, el fiordo de Forth, a este de la puente, era conocido como el mar de Escocia.

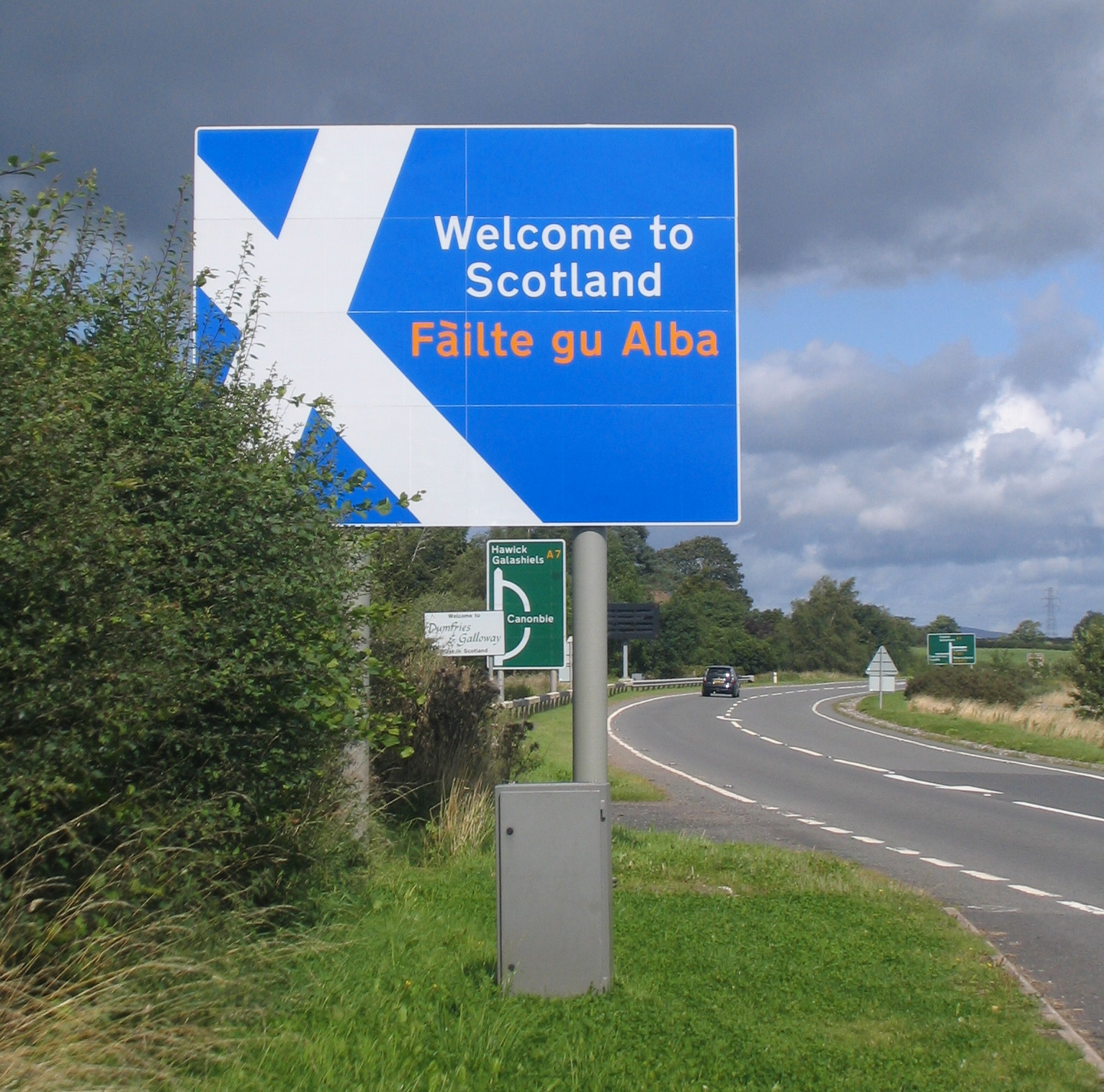
Señalización de bienvenida a Escocia en la carretera nacional A7: «Welcome to Scotland» (en inglés) y «Fàilte gu Alba» (en gaélico escocés).

Alba es el nombre de Escocia en gaélico escocés. Figura como tal en los nombres oficiales del Parlamento escocés —Pàrlamaid na h-Alba— y del Gobierno de Escocia —Riaghaltas na h-Alba—, entre otras instituciones.  
Aunque Scotia era utilizado originalmente para lo que es ahora Irlanda (Éire, en gaélico irlandés), en el siglo XII el nombre corresponde a la zona central del reino gaélico de Alba, y a comienzos del siglo XIII ya corresponde a todo el territorio del Reino de Alba.

## Historia
Con anterioridad al siglo X, se conocía como Alba a gran parte del territorio que a partir de entonces se llamará Scotland, en anglosajón o Scotia, en latín, nombre que hasta entonces correspondía a lo que es hoy Irlanda (Beda el Venerable se refiere a Irlanda como Patria Scotorum y Scotia) y que sería transferido desde esa isla al norte de la isla de Gran Bretaña durante el reinado de Malcolm II, de 900 a 940. Al llegar el siglo XII, incluye a todo el territorio al norte del fiordo de Clyde, en la costa occidental y el fiordo de Forth, en la costa oriental (lo que es hoy el canal Forth y Clyde, que cruza la parte central de Escocia), y es possible que, a mediados del siglo, ya llegaba a incluir el territorio hasta el río Tweed.
Sin embargo, según Giraldus Cambrensis (siglo XII), el nombre de Scotia fue impuesto sobre el territorio de Alba durante el reinado del rey de Irlanda, Niall de los nueve rehenes (entre finales del siglo IV y comienzos del siglo V), cuando llegan desde Dalriata, en Irlanda, de los escotos bajo Fergus MacErc y sus cinco hermanos, que fundarán el Reino de Dalriada, que correspondía a lo que es hoy Argyll y Lochaber, en la costa occidental.

### Reino de Alba (843-1097)
El Reino de Alba (en gaélico: Rìoghachd na h-Alba) se estableció cuando la Casa de Alpin fue fundada por Kenneth, hasta entonces rey de los pictos y que unifica a los pueblos de los pictos con los escotos, trasladando su corte desde el Reino de Dalriada, en la costa occidental del territorio, muy castigado por las incursiones de los vikingos, hacia el interior, a Scone, donde se encuentra la Piedra de Scone, que será utilizada para todas las ceremonias de coronación de los  monarcas escoceses, ingleses y británicos a partir de entonces.
El reino estaba dividido en nueve provincias, Atholl, Strathearn, Menteith, Fife, Gowrie, Angus, The Mearns, Mar y Buchan, gobernadas por mormaer.

## Topónimos
La región de Breadalbane (del gaélico escocés Bràghad Albainn, «la parte alta de Alba») se encuentra en la zona sur y central de Scottish Highlands.

## SigloXXI
A partir de 2005, la Asociación Escocesa de Fútbol (SFA) incorpora el nombre a las camisetas de la Selección de fútbol de Escocia.
la BBC posee una señal de televisión en gaélico escocés llamada BBC Alba.